# Pierluigi Gentile
Pierluigi Gentile (Marino, 5 aprile 1979) è un ex rugbista a 15, ex rugbista a 13 e dirigente sportivo italiano, in carriera attivo nel XV nel ruolo di tre quarti ala ed internazionale per l'Italia nel XIII.

## Biografia
Proveniente dal Frascati, club nel quale esordì, ebbe un breve stage in Australia nei Brisbane GPS e nella selezione seven Gallopers di Brisbane; tornato in Europa fu ingaggiato dal Rugby Roma poi, nel 2002, dal Currie, club scozzese di Premiership, in cui si impose come miglior marcatore di stagione; tornato a Roma, nonostante le sue buone prestazioni, non riuscì a evitare la retrocessione della squadra al termine del Super 10 2003-04.
Tra il 2004 e il 2006 militò nel Petrarca e a L’Aquila, poi tornò in Scozia all'Ayr; di nuovo in Italia al Rugby Roma per un breve scorcio di campionato in serie A1, passò nel 2007 all'Amatori Catania e, dopo due stagioni, nella vicina San Gregorio.
A livello internazionale militò nella nazionale seven.
Nel 2009 debuttò nella nazionale nazionale italiana a XIII con cui disputò l'European Cup; nell'estate 2010 vinse con il Gladiators Roma il campionato nazionale di rugby a 13 organizzato dalla IRFL, Lega non riconosciuta dalla Federazione Italiana Rugby League.